# Phoebe Cates
 (mai 2024).
Si vous disposez d'ouvrages ou d'articles de référence ou si vous connaissez des sites web de qualité traitant du thème abordé ici, merci de compléter l'article en donnant les références utiles à sa vérifiabilité et en les liant à la section « Notes et références ».
Pour les articles homonymes, voir Cates.
Phoebe Cates (née le 16 juillet 1963) est une actrice américaine. Elle est surtout connue pour son rôle vedette dans le film culte Gremlins en 1984 et sa suite Gremlins 2 : La Nouvelle Génération en 1990.

## Biographie
Phoebe Belle Katz est née le 16 juillet 1963 à New York.
Elle est la fille du réalisateur Joseph Cates et de sa femme Lily Cates. 
Elle étudie à la Children's Professional Acting School, une école pour les enfants acteurs, elle est également la nièce du réalisateur Gilbert Cates et la filleule de l'actrice Joan Crawford. Elle a deux sœurs, Valerie (plus âgée) et Alexandra (plus jeune).
Elle suit les pas de son père et son oncle, changeant de nom pour raisons professionnelles. Elle est d'abord mannequin pour des magazines, et joue également dans quelques publicités.
Elle devient célèbre en 1982 pour son rôle dans Ça chauffe au lycée Ridgemont dans lequel on la voit enlever le haut de son bikini dans une séquence au ralenti qui n'existe que dans l'imagination de Judge Reinhold (Brad Hamilton).
Cette même année, dans le film Paradis, elle apparaît entièrement nue dans plusieurs scènes, utilisant toutefois une doublure pour certains plans rapprochés. Elle admettra plus tard dans un entretien avec le magazine People qu'elle se sentait un peu mal à l'aise au sujet de ces scènes de nudité, et que son père lui avait conseillé de les jouer de la façon qu'elle jugeait la plus artistique possible.
En 1983, elle tourne son premier téléfilm : Une si gentille petite sœur (Baby Sister). Elle y joue une jeune femme se rendant en séjour chez sa sœur et tombant sous le charme de son ami.
Elle interprète Lili dans le téléfilm Nuits secrètes en 1984, avec entre autres Arielle Dombasle. La même année, elle joue un rôle important dans le film à grand succès de Joe Dante, Gremlins, et reprendra ce même rôle en 1990 pour la suite, Gremlins 2 : La Nouvelle Génération.
Ses rôles suivants sont modestes et plutôt destinés à un jeune public. Son visage fait la couverture de nombreux magazines pour adolescents. Elle se lance également dans le théâtre en 1984 et y rencontre un certain succès.
En 1989, elle épouse l'acteur Kevin Kline qu'elle avait rencontré lors d'une audition pour le film Les Copains d'abord (1983), rôle qui fut finalement attribué à Meg Tilly.  Ils vivent à New York et ont deux enfants : Owen (1991) et Greta (1994), musicienne autrement connue sous le nom de Frankie Cosmos.
En 1991, elle doit tourner dans Le Père de la mariée avec Steve Martin et Diane Keaton, mais elle tombe enceinte et doit renoncer.
Avec leurs deux premiers enfants Owen (1991) et Greta (1994), Phoebe et Kevin tiennent le rôle de la famille Gold dans The Anniversary Party (2001), le dernier rôle en date de Phoebe.
Elle est mise à l'honneur dans la série à succès diffusée sur Netflix, Stranger Things quant elle est comparée à la nouvelle petite copine de Dusty dans la saison 3. 
Aujourd'hui, elle dirige une boutique de cadeaux, The Blue Tree, située au 1283 Madison Avenue à New York.

## Filmographie
- 1982 : Paradis (Paradise) : Sarah
- 1982 : Ça chauffe au lycée Ridgemont (Fast Times at Ridgemont High) : Linda Barrett
- 1983 : Private School (en)
- 1984 : Gremlins : Kate Beringer
- 1984 : Nuits secrètes (téléfilm) : Lily
- 1985 : Nuits secrètes II (téléfilm) : Lily
- 1987 : Rendez-vous avec un ange (Date with an Angel) : Patty Winston
- 1988 : Les Feux de la nuit (Bright Lights, Big City) : Amanda
- 1989 : Shag (en) de Zelda Barron (en) : Carson McBride
- 1989 : Les Années copain (Heart of Dixie) : Aiken
- 1990 : Je t'aime à te tuer (I Love You to Death) de Lawrence Kasdan : copine de Joey en discothèque
- 1990 : Gremlins 2 : La Nouvelle Génération : Kate Beringer
- 1991 : Drop Dead Fred : Elizabeth 'Lizzie' Cronin
- 1993 : Bodies, Rest & Motion : Carol
- 1994 : Princesse Caraboo : princesse Caraboo / Mary Baker
- 2001 : The Anniversary Party : Sophia Gold

## Chanson dédiée
Le groupe Fenix*Tx lui a dédié une chanson qui fut l'un des tubes de leur album Lechuza sorti en 2001, chanson également présente dans le film American Pie 2.

## Voix françaises
- Séverine Morisot dans :
  - Paradis (1982)
  - Nuits secrètes (1984)

- Emilie Rault dans Ça chauffe au lycée Ridgemont (1982)
- Agathe Mélinand dans Gremlins (1984)
- Virginie Ledieu dans Les Feux de la nuit (1988)
- Rafaèle Moutier dans Je t'aime à te tuer (1990)
- Michèle Lituac dans Gremlins 2 : La Nouvelle Génération (1990)
- Amélie Morin dans Drop Dead Fred (1991)
- Véronique Alycia dans The Anniversary Party (2001)